# Campo Ligure
Campo Ligure é uma comuna italiana da região da Ligúria, província de Génova, com cerca de 3.169 habitantes. Estende-se por uma área de 23 km², tendo uma densidade populacional de 138 hab/km². Faz fronteira com Bosio (AL), Masone, Rossiglione, Tiglieto.
Faz parte da rede das Aldeias mais bonitas de Itália.

## Demografia
| Variação demográfica do município entre 1861 e 2011                               |
|                                                                                   |
| Fonte: Istituto Nazionale di Statistica (ISTAT) - Elaboração gráfica da Wikipedia |